# Constantin V de Constantinople
Constantin V de Constantinople (en grec Κωνσταντίνος Ε', né le 11 janvier 1833 sous le nom de Konstantinos Valiadis et mort le 27 février 1914) fut patriarche de Constantinople du 14 avril 1897 au 9 avril 1901.